# Ária (satrapia)
Ária (em grego:  Ἀρ(ε)ὶα, transl. Ar(e)ia; em latim: Aria, do persa antigo: Haraiva e avéstico Haraeuua) é uma antiga região da parte oriental do Império Aquemênida, confundida por muitas vezes com Ariana (Arianē) nas fontes clássicas.

## Geografia
A região de Ária foi uma antiga satrapia persa, que abrangia principalmente o vale do rio Hari (em grego: Ἄρ(ε)ιος - um epônimo de toda a área, de acordo com Arriano) e que, na Antiguidade, era considerada especialmente fértil e, acima de tudo, rica em vinho. Algumas cadeias de montanhas a separavam das regiões vizinhas: as Paropamíssadas, a leste, a Pártia a oeste e a Margiana e Hircânia a norte, enquanto um deserto a separava da Carmânia e Drangiana ao sul. Foi descrita muito detalhadamente por Ptolomeu e Estrabão, e corresponderia, de acordo com estes relatos, aproximadamente à atual província de Herate, no Afeganistão. Neste sentido o termo foi usado corretamente por alguns escritores do período, como Heródoto (3.93.3, onde os ários são mencionados em conjunto com os pártios, corásmios e soguedianos); Diodoro (17.105.7; 18.39.6); Estrabão (2.1.14; 11.10.1, cf. também 11.8.1 e 8; 15.2.8 e 9); Arriano (Anábase 3.25.1); Pompônio Mela (1.12, onde se pode ler que "mais próxima da Índia está Ariane, e então Ária").
Sua capital era originalmente Artacoana (Ἀρτακόανα) ou Articaudna (Ἀρτικαύδνα), de acordo com Ptolomeu. Em seus arredores uma nova capital, Alexandria Ariana (Ἀλεξάνδρεια ἡ ἐν Ἀρίοις, a atual Herate), foi construída por Alexandre, o Grande ou um de seus sucessores. Ptolomeu lista diversas outras cidades como uma amostra da riqueza e prosperidade da província. As mais importantes, de acordo com Ptolomeu e Arriano eram:
| - Dista - Nabaris - Taua - Augara - Bitaxa - Sarmagana | - Sipharê - Rhagaura - Zamuchana - Ambrodax - Bogadia - Varpna | - Godana - Phoraga - Chatrisachê - Chauvrina - Orthiana - Taupana | - Astanda - Articaudna - Alexandria in Aria - Babarsana - Caputana - Susia | - Aria civitas - Basica - Sotira - Orbetanê - Nísibis - Paracanacê | - Gariga - Darcama - Cotacê - Tribasina - Astasana - Zimyra |